# Angakkuq

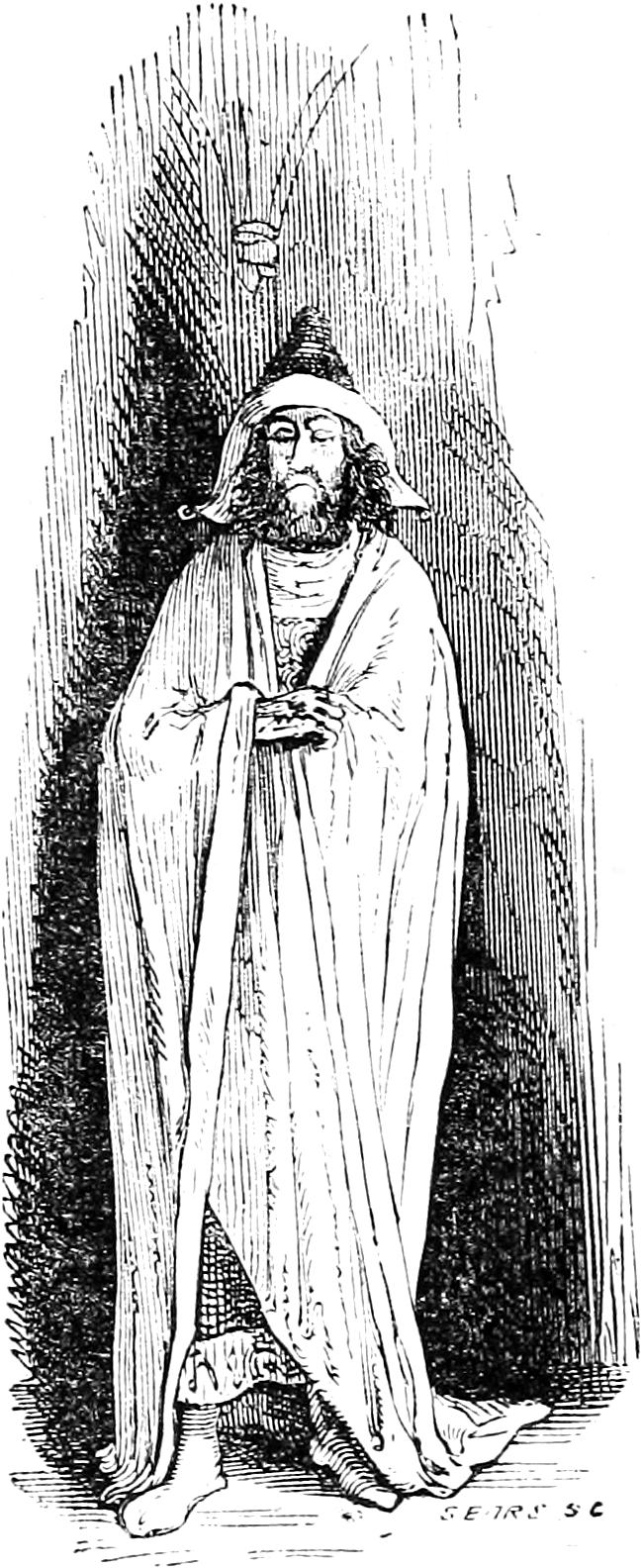
Angakkuq dans le Dictionnaire Infernal, édition 1863.

L’angakkuq (pluriel angakkuit, Inuktitut : ᐊᖓᑦᑯᖅ, ; Inuvialuktun : angatkuq ; groenlandais : angakkoq, pl. angakkut) est la figure intellectuelle et spirituelle parmi les Inuit qui correspond à un homme-médecine. Les autres cultures autochtones d'Alaska ont toujours eu des médiateurs spirituels similaires, bien que la religion autochtone de l'Alaska ait de nombreuses formes et variantes.

## Rôle dans la société inuit
Les femmes comme les hommes peuvent devenir un angakoq, bien que ce soit plus rare pour les femmes. Le processus pour devenir un angakoq a beaucoup varié. Le fils d'un angakoq actuel pourrait être formé par son père pour le devenir également. Alternativement, un jeune homme ou une jeune femme qui a démontré une prédilection ou un pouvoir qui les distingue des autres pourrait être formé par un mentor expérimenté. Il existe également des cas d'angakuit affirmant avoir été appelés au rôle par le biais de rêves ou de visions. Les orphelins maltraités ou les personnes ayant survécu à des temps difficiles pourraient également devenir des angakuit avec l'aide de l'esprit de leurs proches décédés.
La formation pour devenir un angakoq consistait en une acculturation aux rites et aux rôles nécessaires au poste, ainsi qu’en un enseignement dans la langue spéciale de l’angakuit, qui consistait en grande partie en un vocabulaire archaïque et une tradition orale partagés à travers une grande partie de la langue. Zones arctiques occupées par les Inuits. Au cours de leur formation, les angakoq auraient également un guide familier ou spirituel qui ne serait visible que par eux. Ce guide, appelé tuurngaq, leur donnait parfois des pouvoirs extraordinaires. Des histoires inuites racontent que les agakuit pouvaient courir aussi vite que le caribou ou voler, avec l'aide de leur tuurngaq. Selon certaines traditions, les angakoq seraient soit poignardés soit blessés par balle, sans aucune blessure en raison de l'intervention de leur tuurngaw, prouvant ainsi leur pouvoir.
Jusqu'à ce qu'une orientation ou une assistance spirituelle soit nécessaire, un angakoq menait une vie normale pour un Inuit et participait à la société en tant que personne normale. Mais lorsque la maladie devait être guérie ou que la divination des causes de divers malheurs était nécessaire, on faisait appel à l'angakoq. Les services d'un angakuit pourraient également être nécessaires pour interpréter les rêves. S'ils étaient appelés à exécuter des actions qui aidaient tout le village, le travail était généralement effectué librement. Mais s'ils étaient appelés à aider une personne ou une famille, ils seraient généralement rémunérés pour leurs efforts.
Parmi les Inuits, il existe des notions comparables aux lois :
- tirigusuusiit, choses à éviter
- maligait, choses à suivre
- piqujait, choses à faire

Si ces trois lois ne sont pas obéies, l'angakoq peut alors avoir besoin d'intervenir auprès de la partie contrevenante afin d'éviter toute conséquence préjudiciable pour la personne ou le groupe. Enfreindre ces lois ou tabous était considéré comme une cause de malchance, comme des intempéries, des accidents ou des chasses infructueuses. Afin de déterminer la cause d'un tel malheur, les angakuit entreprenaient un voyage guidé par l'esprit à l'extérieur de leur corps. Ils découvraient la cause du malheur lors de ce voyage. Une fois revenus du voyage, les angakoq interrogeaient les personnes impliquées dans la situation et, persuadés qu'ils savaient déjà qui était responsable, les personnes interrogées confessaient souvent. Cette confession pouvait à elle seule être considérée comme la solution au problème, ou des actes de pénitence tels que le nettoyage des pots d'urine ou l'échange de femmes pourraient s'avérer nécessaires.
Les angakkuit des Inuits du centre participent à une cérémonie annuelle visant à apaiser la figure mythologique de Sedna, la femme de la mer. Les Inuits croyaient que Sedna s'était mise en colère lorsque ses tabous avaient été brisés et que le seul moyen de l'apaiser était qu'un angakoq se rende en esprit du monde souterrain où elle vivait, Adlivun, et lui lisse les cheveux. Selon le mythe, cela était d'une grande aide pour Sedna car elle manquait de doigts. L'angakoq pourrait alors mendier la clémence de la déesse ou se disputer avec elle pour s'assurer que son peuple ne mourrait pas de faim. Les Inuits croyaient ainsi que sa plaidoirie et ses excuses au nom de son peuple permettraient aux animaux de rentrer et aux chasseurs de réussir. À leur retour de ce voyage spirituel, les communautés dans lesquelles le rite était pratiqué effectuaient des confessions communes, puis des célébrations.